# Zelfsturend team
Een zelfsturend team is een relatief vaste groep van medewerkers in een organisatie die gezamenlijk verantwoordelijk is voor het totale proces waarin producten of diensten tot stand komen, die aan een interne of externe klant worden geleverd.
In deze definitie staan drie belangrijke kenmerken:
- gezamenlijke verantwoordelijkheid: het team staat centraal en niet de individuen
- zelfsturing: het team bezit regelvermogen om het desbetreffende proces te sturen. Het team kan in dit kader gezien worden als de ‘proceseigenaar’. Leidinggevenden en stafdiensten zijn er om het team te ondersteunen door voorwaarden te scheppen.
- resultaatgerichtheid: de verantwoordelijkheid van het team wordt niet uitgedrukt in termen van een taak, maar om het resultaat, te weten een product of dienst met daaraan door de klant gestelde eisen.

De basis van zelfsturende teams ligt in de sociotechniek. De sociotechniek is een bedrijfkundige stroming die het verband tussen enerzijds arbeidsverdeling en anderzijds de productiviteit van de organisatie en de kwaliteit van het werk van mensen centraal stelt.
Voor zelfsturende teams worden veel verschillende namen gebruikt: zelfstandige productieteams, clusters, autonome groepen, hele taakgroepen, teams, etc.